# Schefflera bougainvilleana
Schefflera bougainvilleana là một loài thực vật có hoa trong Họ Cuồng cuồng. Loài này được Harms miêu tả khoa học đầu tiên năm 1942.